# Tatiana Sorokko
Tatiana Sorokko (in russo Татьяна Сорокко?; Arzamas-16, 26 dicembre 1971) è una supermodella statunitense d’origine russa, giornalista di moda e collezionista di haute couture.
Ha sfilato per gli stilisti e gli atelier più importanti del mondo, è apparsa sulle copertine delle principali riviste di moda, ed è stata la prima modella russa del periodo post-sovietico a guadagnarsi un riconoscimento internazionale. Dopo la carriera di indossatrice, Tatiana Sorokko ha collaborato con diverse riviste, tra cui Vogue, Vanity Fair e Harper's Bazaar. Il suo particolare stile personale e la sua collezione privata di abiti d’alta moda storicamente importanti, sono stati oggetto di esposizioni museali in Russia e negli Stati Uniti.

## Biografia
Tatiana Sorokko crebbe ad Arzamas-16 (ora Sarov), comunità di ricerca nucleare top-secret dell'Unione Sovietica, in una famiglia di scienziati nucleari. Nel 1989, mentre studiava come fisica presso l'Istituto di fisica e tecnologia di Mosca, fu scoperta da Marilyn Gauthier, agente di moda parigino e proprietario della Marilyn Model Agency, che la invitò a Parigi, dove si trasferì.
Nel giro di due settimane cavalcò le passerelle di Dior et Yves Saint Laurent e fu fotografata per Harper's Bazaar dall'influente fotografo francese Guy Bourdin. Tatiana Sorokko, con i suoi 180 cm e gli occhi blu, tra gli altri importanti stilisti e marchi, ha sfilato per Givenchy, Chanel, Lanvin, Yves Saint Laurent, Christian Lacroix, Dior, Gianfranco Ferré, Claude Montana, Jean-Paul Gaultier, Alexander McQueen, Comme des Garçons, Issey Miyake, Yohji Yamamoto, Armani, Fendi, Gianni Versace, Roberto Cavalli, Prada, Calvin Klein, Vivienne Westwood, Marc Jacobs, Bill Blass, Ralph Lauren, Oscar de la Renta e Donna Karan. Inoltre, è stata spesso fotografata per editoriali e copertine di riviste europee e americane, tra cui Vogue, W, Elle, Harper's Bazaar, Glamour e Cosmopolitan.
Nel 1992, Tatiana Sorokko si trasferì in California. Nonostante i suoi impegni di modella a livello globale, Tatiana proseguì la sua educazione presso l'Academy of Art University di San Francisco, dove studiò Storia della moda. Tatiana Sorokko apparve in coppia con Brad Pitt in uno spot pubblicitario per Acura Integra, e fece una breve comparsa nel film Prêt-à-Porter di Robert Altman.
Con la pubblicazione dell'edizione russa di Vogue nel dicembre 2001, Tatiana Sorokko diventò corrispondente estera e collaboratrice. Autrice del Telegramma di Tatiana Sorokko, popolare rubrica mensile sulle considerazioni in fatto di moda e stile, si occupò di una vasta gamma di temi e personaggi controversi. Inoltre, Tatiana collaborò con l'edizione italiana di Vanity Fair, per la quale organizzò e diresse servizi fotografici con personaggi celebri. A gennaio 2005, Tatiana Sorokko iniziò a collaborare con edizione statunitense di Harper's Bazaar. Tra i vari personaggi illustri ha intervistato Nancy Pelosi, Presidente (Speaker) della Camera dei rappresentanti. Tra gli altri, ha diretto scatti glamour per gli stilisti di moda Ralph Lauren a Mosca e Donatella Versace e la figlia Allegra Beck, le star del cinema Elizabeth Taylor e Joan Collins, e il senatore statunitense John McCain e sua moglie Cindy.
Tatiana Sorokko è apparsa nella lista delle straordinarie "50 cose e persone che Mosca ha regalato al mondo" nell'edizione moscovita della rivista Time Out. Tatiana Sorokko fu invitata a esibirsi con l'Orchestra nazionale russa in tour negli Stati Uniti, e narrò il debutto del quintetto di fiati di Wolfs Tracks composto da Jean-Pascal Beintus, presso la Phillips Collection di Washington, D.C. Nella recensione della performance, il Washington Post riferì che "una supermodella alta e bionda ha raccolto tutti gli applausi per Wolf Tracks".
Tatiana Sorokko colleziona pezzi di alta moda e antichi gioielli, e spesso ha donato o dato in prestito parti della sua collezione a diversi musei, tra cui il Metropolitan Museum of Art di New York, San Francisco De Young Museum, Phoenix Art Museum e il Museo del Fashion Institute of Technology di New York. Tatiana viene spesso invitata a discutere di argomenti relativi a moda e stile al Fine Arts Museums di San Francisco,  Phoenix Art Museum e l'Academy of Art University di San Francisco. Inoltre, è stata varie volte ospite d'onore nella trasmissione americana Martha Stewart Show per parlare di moltissimi argomenti, dalla cucina, alla moda e al collezionismo di alta moda.

## Esposizioni museali
Nell'aprile 2010, il Museo russo di moda di Mosca ha onorato Tatiana Sorokko con la grande esposizione Extending the Runway: Tatiana Sorokko Style. La mostra ha presentato una collezione costituita da oltre ottanta capi e accessori provenienti dal guardaroba personale, principalmente di alta moda, di Tatiana Sorokko. Un libro rilegato con lo stesso nome è stato pubblicato per accompagnare l'esposizione, con una prefazione del redattore di Harper's Bazaar, Glenda Bailey, e con saggi dello stilista di moda Ralph Rucci, del fotografo Marco Glaviano e del curatore della mostra Dennita Sewell. L'esposizione è giunta da Mosca verso gli Stati Uniti, dove ha debuttato al Phoenix Art Museum. Entrambe le esposizioni hanno presentato pezzi risalenti tra il principio del XX secolo e l'inizio del XXI secolo, realizzati da celebri stilisti e case di moda, tra cui Mariano Fortuny, Jeanne Paquin, Jeanne Lanvin, Grès, Pierre Balmain, Jean Patou, Balenciaga, Emanuel Ungaro, Azzedine Alaïa, Jean-Paul Gaultier, Gianfranco Ferré, Vivienne Westwood, Comme des Garçons, Yohji Yamamoto, Halston, James Galanos e Ralph Rucci. La mostra, inoltre, ha presentato la collezione Tatiana Sorokko di rare borse Herms in pelli esotiche, oltre ai gioielli unici dell'illustre gioielleria veneziana, Attilio Codognato.

## Stile personale
I mass media americani ed europei hanno discusso e scritto molto sul distintivo stile personale di Tatiana Sorokko e sul suo eccezionale senso della moda, che le hanno permesso di guadagnarsi la fama di "icona di stile". Tuttavia, fu la rivista statunitense Vogue che, oltre un decennio fa, riconobbe per prima l'influenza del suo stile sulla moda e promosse Tatiana Sorokko a "iconoclasta dall'occhio di lince", "riluttante creatrice di mode", e "modella che lancia tendenze". Secondo Style.com, lo stile di Tatiana Sorokko a volte può sembrare "sovversivo". "Indosso la mia camicetta al contrario e al rovescio" ha riferito a un giornalista, facendo riferimento alla sua camicetta Yves Saint Laurent di alta moda. Più spesso, tuttavia, lo stile di Tatiana Sorokko è descritto come "eterno". "Lo stile senza tempo di Tatiana Sorokko rispecchia il suo punto di vista personale", ha riferito Dennita Sewell, curatore di moda, ad ArtDaily. L'innato senso dello stile e la grande esperienza nella moda modellano le sue scelte, che trascendono le tendenze attuali". Secondo Bailey, "Tatiana Sorokko è un'icona non solo grazie al suo aspetto, ma anche per la sua prospettiva sulla moda. Ciò la rende una fantastica collaboratrice". Nel 2000, Tatiana Sorokko è comparsa nella lista internazionale delle "100 donne meglio vestite" dell'edizione americana di Vogue e nella lista delle "Donne meglio vestite di tutti i tempi" di Harper's Bazaar, in occasione del numero che ha celebrato il suo 140º anniversario., Stati Uniti d'America. Consultato in data 3 giugno 2013. Nel 2008, è comparsa nuovamente nella lista delle Donne meglio vestite di Harper's Bazaar.

## Vita privata
Tatiana Sorokko incontrò e sposò Serge Sorokko, imprenditore edile e collezionista d'arte diventato poi commerciante d'arte, con gallerie a San Francisco, New York e Beverly Hills. Ha una figliastra e vive a San Francisco con suo marito.